# Rimpatrio della Costituzione canadese
Il rimpatrio della Costituzione canadese (in inglese Patriation) fu il processo politico che condusse alla piena sovranità del Canada, culminato con la Legge costituzionale del 1982. Questa legge si rese necessaria perché con lo Statuto di Westminster del 1931, il Canada aveva consentito al Parlamento britannico di mantenere temporaneamente il potere di emendare la Costituzione del Canada con il consenso del governo canadese. Quel potere fu tolto al Regno Unito mediante l'approvazione, il 29 marzo del 1982, della Legge sul Canada del 1982 da parte del Parlamento del Regno Unito, come richiesto dal Parlamento del Canada.
Il rimpatrio fu successivamente confermato dalla Legge costituzionale del 1982 del Canada, che fu firmata dal primo ministro canadese dell'epoca Pierre Trudeau e da Elisabetta II, in qualità di regina del Canada, il 17 aprile 1982, sulla Collina del Parlamento, a Ottawa. I poteri costituzionali sul Canada della regina Elisabetta non furono modificati dalla legge. Il Canada, tuttavia, ha la piena sovranità come paese indipendente, e il ruolo del Re come monarca del Canada è completamente separato dal suo ruolo di monarca britannico o monarca di uno qualunque degli altri reami del Commonwealth.

## Etimologia
La parola originale inglese patriation fu coniata in Canada come retroformazione da repatriation ("rimpatrio", ossia ritorno in patria). Anteriormente al 1982, la Costituzione canadese era emanata e modificata dal Regno Unito (su richiesta del Parlamento del Canada); quindi alcuni hanno ritenuto che patriation fosse un termine più adatto di repatriation (che evoca l'idea di "restituire" qualcosa). Il termine fu usato per la prima volta nel 1966 dal primo ministro Lester B. Pearson in risposta a una domanda in Parlamento: "Noi intendiamo fare tutto ciò che possiamo per far rimpatriare, o patriare, la Costituzione del Canada."

## Primi tentativi
Dal 1867, la Costituzione del Canada era contenuta principalmente nella Legge sul Nord America Britannico del 1867, e nelle altre Leggi sul Nord America Britannico, che furono approvate dal Parlamento del Regno Unito. Vari Primi Ministri canadesi, a cominciare da William Lyon Mackenzie King nel 1927, avevano fatto tentativi per "domesticare" la formula emendativa, ma non riuscirono a raggiungere un accordo con i governi provinciali su come tale formula dovesse funzionare. Così, anche dopo che lo Statuto di Westminster nel 1931 concesse al Canada e alle altre nazioni del Commonwealth la piena indipendenza legislativa, il Canada chiese che la Legge sul Nord America Britannico del 1867 fosse esclusa dalle leggi sulle quali esso aveva ora il pieno controllo per poterle emendare; fino al 1949, la Costituzione poté essere cambiata solo da un'ulteriore legge a Westminster. La Legge sul Nord America Britannico del 1949 (n. 2) concesse al Parlamento canadese un limitato potere di emendare la Costituzione in molti ambiti della propria giurisdizione, senza il coinvolgimento del Regno Unito. La Costituzione fu emendata in questa maniera cinque volte: nel 1952, 1965, 1974 e due volte nel 1975.
I negoziati continuarono sporadicamente tra il governo federale e quelli provinciali per lo sviluppo di una nuova formula emendativa nella quale il Regno Unito non avesse alcuna parte. Negli anni 1960, gli sforzi dei governi dei primi ministri John Diefenbaker e Lester Pearson, inclusa la conferenza sulla "Confederazione di Domani" nell'anno del centenario della fondazione dello stato canadese, culminarono nella formula Fulton-Favreau ma, senza l'appoggio del Québec, il tentativo di rimpatrio fallì.

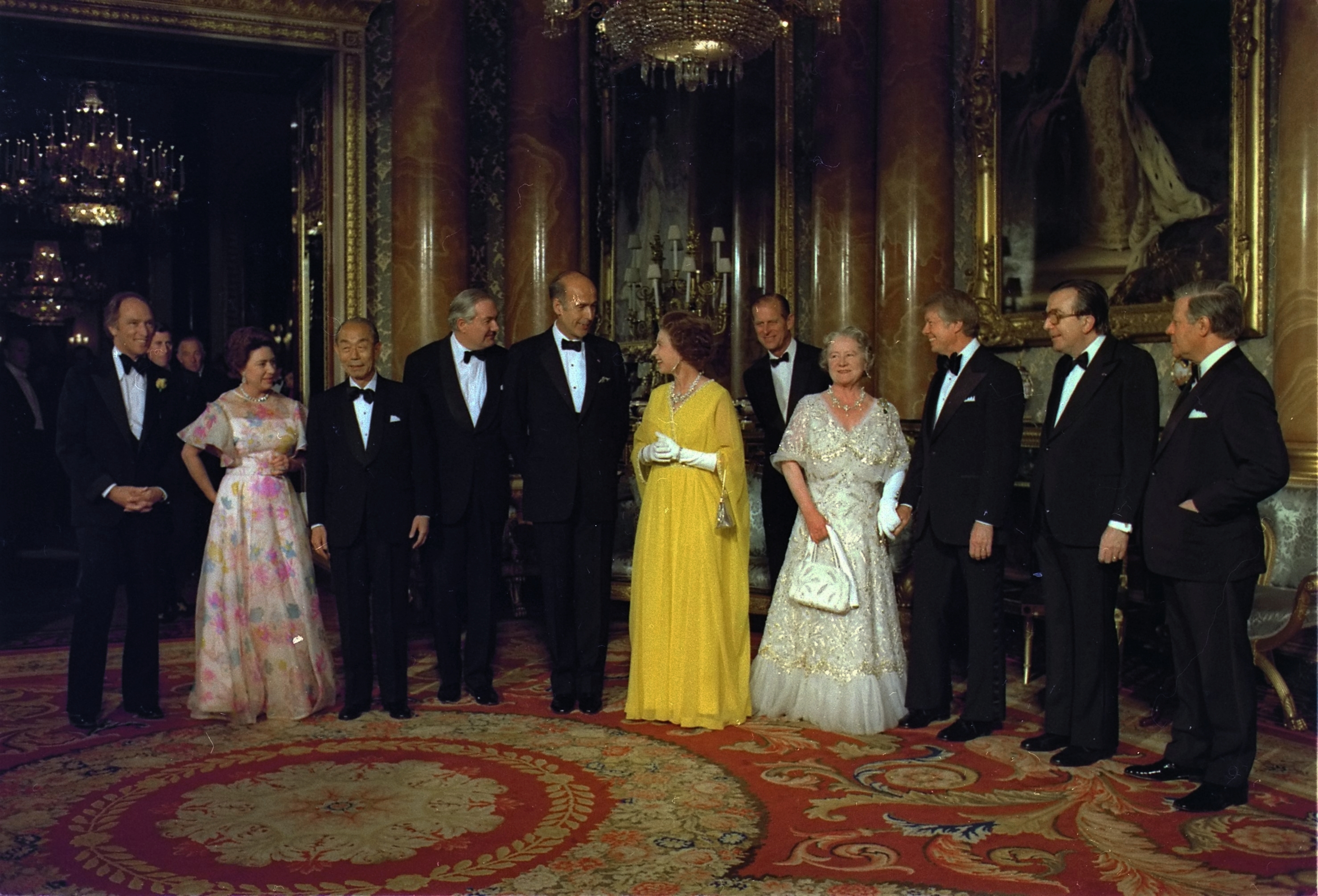
Pierre Trudeau (primo a sinistra) con Elisabetta II del Regno Unito (centro) a Buckingham Palace, 1977

Nel 1968, a Pearson successe Pierre Trudeau, capo del Partito Liberale, anch'egli fautore del rimpatrio. Trudeau fece parecchi tentativi, inclusa la Carta di Victoria (Victoria Charter) nel 1971 (contenente un'ampia proposta di riforma costituzionale) e altri emendamenti proposti nel 1978. Alla conferenza del 1978-79, Trudeau si preparò per la prima volta a fare alcune concessioni federali ai governi provinciali riguardo alla divisione dei poteri in determinate materie, come il diritto di famiglia, la pesca e la gestione delle risorse. Tuttavia, i primi ministri delle province si mostrarono riluttanti, il che alimentò l'ipotesi che essi stessero in realtà temporeggiando per vedere se i Conservatori Progressisti, più favorevoli alle province, avrebbero vinto le imminenti elezioni federali. In quella campagna, i Liberali concorsero proponendo con forza la riforma costituzionale, compreso un discorso a Maple Leaf Gardens nel quale Trudeau promise di intraprendere un'azione unilaterale se i premier provinciali non avessero acconsentito al rimpatrio.

## Realizzazione del rimpatrio
Il rimpatrio ricevette un nuovo impulso dal referendum sull'indipendenza del Québec del 1980, prima del quale Trudeau aveva promesso un nuovo accordo costituzionale se la maggioranza dei Quebecchesi avesse votato "No". Dopo molti giorni di negoziato e la soffiata del Kirby Memo (una serie di appunti scritti da Michael Kirby, principale segretario dell'Ufficio del Primo Ministro, sul programma delle riforme costituzionali, nei quali si attaccavano duramente le province che vi si opponevano, in particolare il Québec), ad opera di una "fonte federale interna", dopo essersi consultati durante una riunione allo Château Laurier, i premier provinciali redassero una lista di 10 poteri federali da devolvere alle province in cambio del loro consenso al rimpatrio. Trudeau, quando gli fu presentato il documento, si rifiutò di accettarlo e reiterò la sua minaccia di cercare l'approvazione della Camera dei comuni per procedere con un emendamento unilaterale. Posto di fronte all'accusa del premier del Manitoba Sterling Lyon che ciò avrebbe "dilaniato il paese", Trudeau rispose che, se il Canada non poteva avere il controllo della propria Costituzione e una carta dei diritti quando la maggior parte delle province avevano le loro, il paese meritava di essere dilaniato.

## IlCanada Bille l'opposizione provinciale
Trudeau espresse la convinzione che i primi ministri provinciali stessero agendo in mala fede e tenne una riunione ristretta con i capi del suo partito (il cosiddetto caucus) per proporre una nuova linea. Dopo aver offerto un'ampia gamma di opzioni e aver proposto una riforma completa, un parlamentare del Québec gridò: "Allons-y en Cadillac!" (tradotto da Trudeau con il significato: "Andiamo in prima classe ... essere liberali fino alla fine ... non stemperare le nostre convinzioni con l'opportunismo politico"). Portando la proposta al Gabinetto, alcuni ministri suggerirono di usare la riforma costituzionale per aumentare il potere federale in materia di economia, ma Trudeau sollevò obiezioni, replicando: "Non dovremmo turbare l'equilibrio". Il 2 ottobre 1980, annunciò alla televisione nazionale la sua intenzione di procedere con il rimpatrio unilaterale in quello che definì il "pacchetto del popolo" (people's package). La proposta avrebbe richiesto il rimpatrio al Parlamento britannico, nonché l'incorporazione di una carta dei diritti nella Costituzione, e avrebbe altresì sollecitato un referendum da tenere entro due anni sulla formula emendativa per la nuova Costituzione. Tale referendum sarebbe stato una scelta tra la formula della Carta di Victoria (che dava un potere di veto sulle proposte di riforma costituzionale al governo federale e alle due province maggiori, l'Ontario e il Québec) e la formula che prevedeva che una proposta di riforma costituzionale dovesse essere approvata congiuntamente da più province, che rappresentassero almeno l'80% della popolazione nazionale.
Trudeau trovò nuovi alleati nei primi ministri Bill Davis (Ontario) e Richard Hatfield (Nuovo Brunswick) e il Nuovo Partito Democratico federale, guidato da Ed Broadbent, annunciò il suo sostegno dopo aver persuaso Trudeau a devolvere alle province alcuni poteri in materia di risorse. La proposta del Primo Ministro alla Camera dei comuni, che sarebbe stata presentata come Canada Bill ("Progetto di legge sul Canada"), invitava i gruppi aborigeni, femministi e altri ad Ottawa per dare il loro contributo alla nuova carta dei diritti nei comitati legislativi. Tuttavia, c'era disaccordo sulla carta, alla quale i premier di sei province (Sterling Lyon del Manitoba, René Lévesque del Québec, Bill Bennett della Columbia Britannica, Angus MacLean dell'Isola del Principe Edoardo, Peter Lougheed dell'Alberta e Brian Peckford di Terranova) si opponevano in quanto intromissione nei loro poteri; la stampa soprannominò questo gruppo la "Banda dei Sei" (Gang of Six). Il Manitoba, Terranova e il Québec presentarono un ricorso arbitrale alle rispettive Corti d'appello, chiedendo se il Canada Bill fosse costituzionale. La Nuova Scozia e il Saskatchewan rimasero neutrali.
Su insistenza della Columbia Britannica, i premier delle province che si opponevano al rimpatrio unilaterale redassero una proposta alternativa per evidenziare io disaccordo tra le parti e controbattere le accuse di ostruzionismo del governo federale se il documento doveva essere trasmesso a Westminster. L'idea era il rimpatrio avesse luogo senza carta dei diritti e che la formula emendativa permettesse l'emendamento (cioè la modifica costituzionale) con l'approvazione di sette province che rappresentassero il 50% della popolazione, designata come la Formula di Vancouver. L'innovazione della proposta dei premier era una clausola che consentiva alle province dissenzienti di "chiamarsi fuori" (opt out) dai nuovi emendamenti che si sostituissero alla giurisdizione provinciale e di ricevere un finanziamento equivalente per adottare un programma sostitutivo se 2/3 dei membri dell'assemblea legislativa provinciale avessero accettato. La Nuova Scozia e il Saskatchewan approvarono questo, spingendo la stampa a ribattezzare ora i premier all'opposizione la "Banda degli Otto" (Gang of Eight).
Trudeau rifiutò il documento proposto senza pensarci su e minacciò di nuovo di portare l'istanza di rimpatrio direttamente al Parlamento britannico "[senza] preoccuparsi di chiedere a nessun premier". Il consiglio federale del Gabinetto e della Corona presero la posizione che se la Corona britannica — in Consiglio, in Parlamento e nella magistratura — intendeva esercitare la sua sovranità residua, lo facesse solo su richiesta dei ministri federali della Corona. La "banda" fece subito presto appello nei tribunali. Il giudice Joseph O'Sullivan della Corte d'Appello del Manitoba stabilì che la posizione del governo federale era scorretta; il principio costituzionalmente consolidato del governo responsabile significava che né la Regina del Canada né la Regina del Regno Unito potevano legiferare per le province (cioè alterare le loro costituzioni) solo su consigli dei ministri federali canadesi; "Il Canada non aveva un unico governo responsabile ma undici." I giudici, tuttavia, non erano unanimi nelle loro conclusioni sul tema. Inoltre, i funzionari del Regno Unito sottolineavano che il Parlamento britannico non aveva alcun obbligo di soddisfare una qualsiasi richiesta di cambiamenti giuridici fatta da Trudeau, particolarmente se non venivano seguite le convenzioni canadesi. Il caso fu infine presentato alla Corte suprema del Canada.

## Il ricorso arbitrale sul rimpatrio

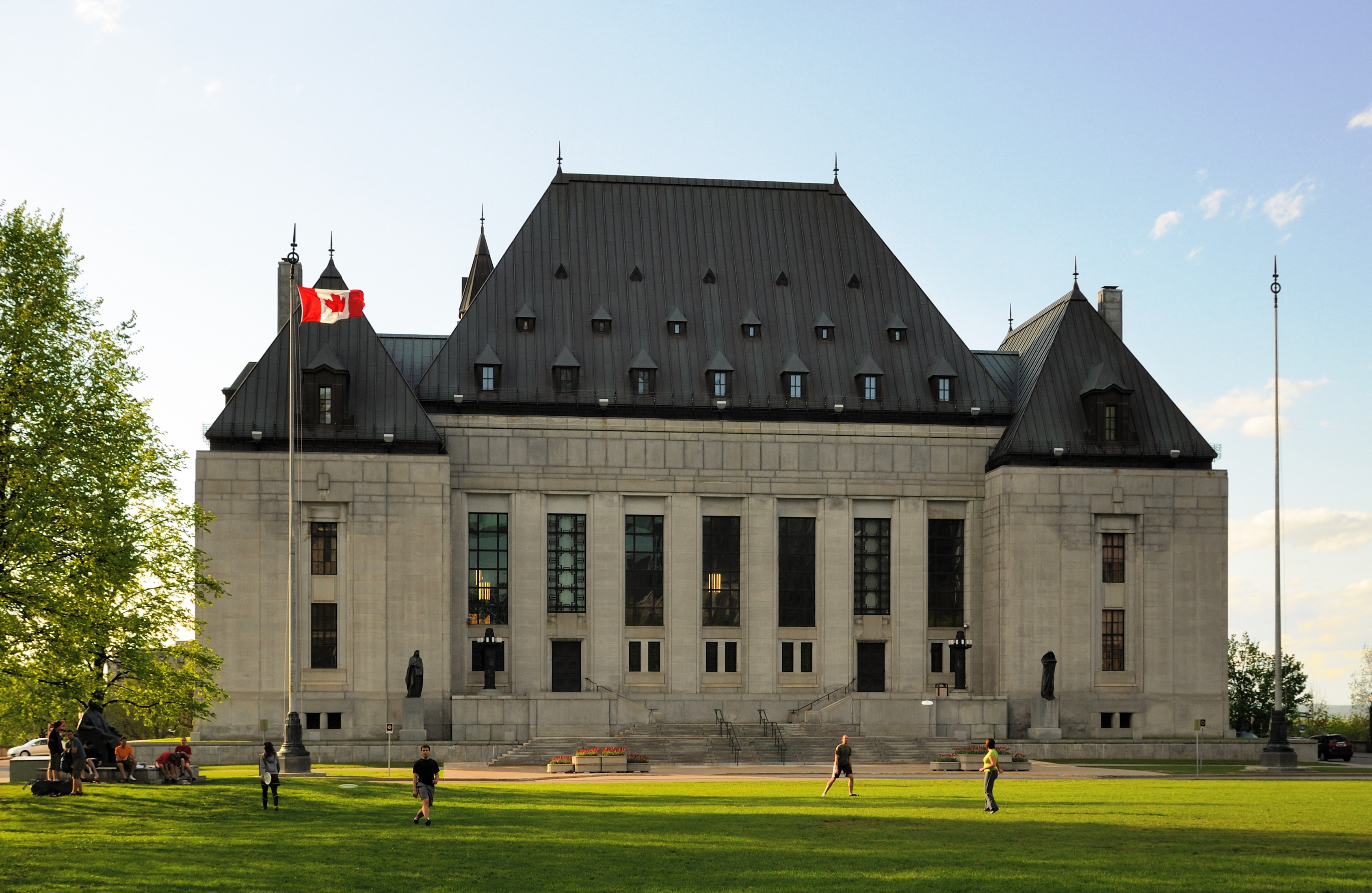
La Corte suprema del Canada

Le sentenze arbitrali del Manitoba, del Québec e di Terranova furono allora appellate dinanzi alla Corte suprema del Canada. Il 28 settembre 1981, la Corte emise la sua decisione. Essa dichiarò (per la prima volta, in diretta televisiva) che il governo federale aveva il diritto, in base alla lettera della legge, di procedere con il rimpatrio unilaterale della Costituzione (la decisione fu presa con una maggioranza favorevole di sette a due). Tuttavia, con una diversa maggioranza di sei a tre, la Corte disse che la Costituzione era costituita tanto dalle convenzioni quanto dalla legge scritta e dichiarò che un rimpatrio unilaterale non era in accordo con le convenzioni costituzionali. Sebbene i tribunali applichino le leggi, non le convenzioni costituzionali, la decisione della Corte affermò che sarebbe stato richiesto l'accordo di un numero "sostanziale" di premier per rispettare le convenzioni. Questo numero non fu definito e i commentatori in seguito criticarono che la Corte non avesse dichiarato che era richiesta l'approvazione di tutte le province. La decisione era controversa e una sconfitta per i premier delle province. Lévesque avrebbe in seguito rimarcato: "In altre parole, gli scopi di Trudeau potevano essere incostituzionali, illegittimi, e perfino 'andare contro i principi del federalismo', ma erano legali!" Trudeau, nelle sue memorie, parafrasò la Corte come se avesse detto "che il rimpatrio era legale, ma non bello".
Sia il Regno Unito che il Canada intrapresero preparativi di emergenza: il gabinetto britannico di Margaret Thatcher esplorò la possibilità di rimpatriare la costituzione in Canada semplicemente unilateralmente con una formula emendativa che richiedesse l'approvazione unanime delle province. Trudeau cominciò a pianificare un referendum che proponesse una dichiarazione unilaterale di indipendenza e la formazione di una repubblica del Canada nell'eventualità di un rifiuto del Regno Unito.

## La conferenza
La decisione preparò la strada per una riunione fra tutti i premier e Trudeau ad Ottawa, il 2 novembre 1981. La conferenza si aprì con Trudeau che annunciava un'apertura a una nuova formula emendativa, Davis postulando che il suo gabinetto poteva accettare un accordo senza un veto dell'Ontario, e Hatfield proponendo il differimento di alcuni elementi di una futura carta dei diritti. Questo fu visto come una generale apertura verso la proposta provinciale, benché Trudeau dichiarasse che la carta era non negoziabile.

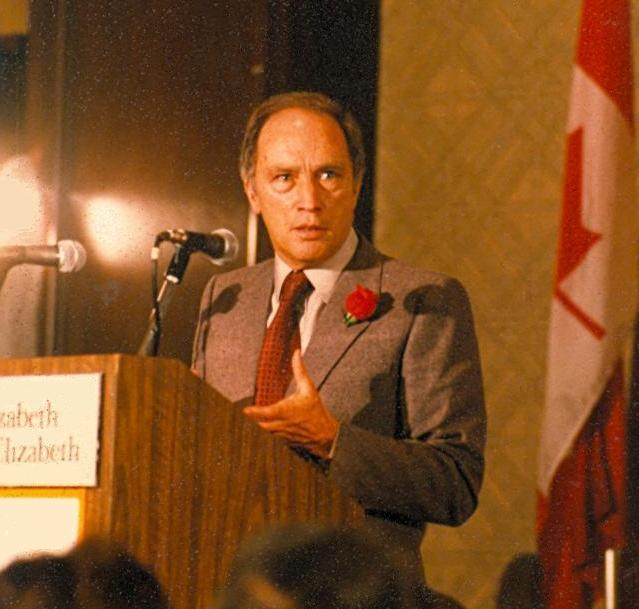
Pierre Trudeau in una conferenza del 1980

Un compromesso sottoposto a Trudeau, che implicava di emendare la proposta del Gruppo degli Otto con una carta limitata, incontrò un brusco rifiuto, con i funzionari federali che respingevano l'idea di una "carta sventrata", mentre Lévesque e Trudeau discutevano sulle disposizioni linguistiche della carta. Il 3 novembre, la riunione a colazione dei premier vide avanzate due nuove proposte: il Premier del Saskatchewan, Allan Blakeney, avrebbe accettato una carta senza diritti linguistici, la possibilità di emendamento costituzionale da parte di sette province qualsiasi, indipendentemente dalla popolazione, e l'eliminazione della compensazione finanziaria, mentre Bennett avrebbe consentito a Trudeau le sue disposizioni sui diritti linguistici in cambio di altre misure. Lyon e Lévesque si infuriarono e rifiutarono di andare avanti, mentre Lougheed suggerì che le idee fossero proposte per testare la posizione negoziale di Trudeau. In cambio, Trudeau lanciò ai premier una nuova iniziativa federale: rimpatriare la Costituzione come era, ma continuare i dibattiti per due anni e, se si produceva uno stallo, tenere un referendum nazionale sulla formula emendativa e sulla carta. Lévesque, temendo che l'alleanza stesse crollando e dovendo affrontare i commenti beffardi di Trudeau come "grande democratico" (specialmente dopo il recente referendum che aveva iniziato sull'indipendenza del Québec), ma fiducioso di poter garantire che qualsiasi referendum su una carta sarebbe fallito, accettò in linea di principio. Trudeau annunciò prontamente alla stampa un'"alleanza Canada-Québec" sull'argomento, affermando "il gatto è tra i piccioni".
Gli altri sette premier all'opposizione erano sgomenti: fare campagna contro la tutela dei diritti era visto generalmente come un suicidio politico, e un referendum nazionale poteva essere visto come il tentativo di "convenzionalizzare" (cioè di inserire tra le convenzioni di rango costituzionale) la carta dei diritti senza bisogno dell'approvazione provinciale. Inoltre, i Canadesi a livello nazionale erano per la maggior parte d'accordo con Trudeau sull'argomento ed erano stanchi dei costanti colloqui costituzionali; in seguito fu rivelato che la bozza della proposta federale implicava l'approvazione delle riforme di Trudeau, con i referendum che si tenevano solo se le province che rappresentavano l'80% della popolazione li domandavano entro i due anni successivi. Questo spinse Lévesque a ritirarsi dalla proposta di referendum, dicendo che sembrava come se fosse "scritta in cinese". La conferenza precipitò di nuovo nell'acrimonia, con Trudeau e Lévesque che si scontravano rabbiosamente sui diritti linguistici. Trudeau annunciò che avrebbe partecipato a una sola riunione finale alle 9 di mattina il giorno seguente e si sarebbe diretto a Westminster se non fosse stato raggiunto l'accordo. Peckford annunciò che Terranova avrebbe inoltrato una proposta il giorno successivo. Lévesque e la delegazione del Québec andarono a dormire ad Hull (Québec), per la notte.

## L'Accordo della cucina
Quella notte — 4 novembre 1981 — il ministro della Giustizia Jean Chrétien si incontrò con il procuratore generale del Saskatchewan Roy Romanow e con il procuratore generale dell'Ontario Roy McMurtry nella cucina del Centro conferenze del Governo di Ottawa. I premier discussero uno scenario nel quale le province avrebbero acconsentito alla carta e respinto il meccanismo del ritiro con compensazione, mentre Chrétien acconsentiva alla formula emendativa di Vancouver e offriva (sia pure con riluttanza) di includere la clausola non ostativa nella Costituzione. Chrétien, che era stato profondamente coinvolto nel sostegno alla parte del "no" durante il referendum del Québec e aborriva la possibilità di un altro referendum, raccomandò a Trudeau di acconsentire al compromesso, ma il Primo Ministro pensava, dato il precedente caos, che sarebbe stato ancora impossibile ottenere l'accordo dei suoi omologhi provinciali e sollevò obiezioni. Hatfield e Davis, tuttavia, acconsentirono in linea di principio al compromesso e dissero a Trudeau che avrebbe dovuto fare altrettanto, informandolo che non sarebbero stati dalla sua parte se a quel punto avesse proceduto unilateralmente. Trudeau, che sapeva che la sua posizione a Londra stava diventando debole, anche con il sostegno che aveva, alla fine accettò. Così, partendo dalla bozza di proposta predisposta dalla delegazione di Terranova, i nove gruppi lavorarono durante la notte per preparare la proposta di compromesso. Questo periodo sarebbe stato chiamato l'"Accordo della cucina" (Kitchen Accord); gli uomini riuniti al tavolo quella notte divennero noti come il "Gabinetto della cucina" (Kitchen Cabinet).
Lévesque e i suoi, tutti in Quebec, rimasero all'oscuro dell'accordo finché Lévesque arrivò alla colazione dei premier e gli fu detto che era stato raggiunto l'accordo. Lévesque rifiutò di dare il suo sostegno al patto e lasciò la riunione; il governo del Québec annunciò successivamente, il 25 novembre 1981, che avrebbe posto il veto alla decisione. Tuttavia, sia la Corte d'Appello del Québec sia la Corte suprema, che emise la sua decisione sulla questione il 6 dicembre 1982, dichiararono che il Québec non aveva mai posseduto tali poteri di veto.
Gli eventi furono divisivi. I nazionalisti del Québec vedevano il patto come se i premier di lingua inglese avessero tradito il Québec, il che spinse a usare il termine "Notte dei lunghi coltelli" (Night of the Long Knives). Nel Canada anglofono, si riteneva che Lévesque, accettando il referendum, avesse tentato di fare lo stesso ai premier di lingua inglese. Tra costoro vi era Brian Mulroney, il quale disse che "accettando l'idea del referendum del signor Trudeau, il signor Levesque [sic] stesso ha abbandonato, senza preavviso, i suoi colleghi del fronte comune". Il ruolo di Chrétien nei negoziati gli guadagnò pesanti ingiurie tra i sovranisti. Fino a quando i Liberali del Québec non giunsero al potere nel 1985, ogni legge approvata in Québec utilizzò la clausola non ostativa.

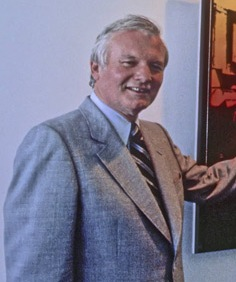
Il premier dell'Ontario Bill Davis

Inoltre, Peckford contestò in un articolo su The Globe and Mail le asserzioni che gli eventi di quella notte assomigliassero anche lontanamente all'Accordo della cucina o alla Notte dei lunghi coltelli descritti dalla stampa. Secondo Peckford, quattro primi ministri — di Terranova, del Saskatchewan, dell'Isola del Principe Edoardo e della Nuova Scozia — e alti rappresentanti dell'Alberta e della Columbia Britannica, avevano lavorato su una proposta portata alla riunione dalla delegazione di Terranova. Furono fatti sforzi per avvicinarsi alla posizione delle altre province, incluso il Québec, ma invano. Peckford asserì inoltre che Chrétien non fu contattato e non ebbe alcuna conoscenza delle "cosiddette riunioni della cucina". La proposta concordata quella notte era essenzialmente la stessa della delegazione di Terranova, tranne per alcune modifiche minori al testo e per l'aggiunta di un nuovo articolo; inoltre la bozza finale doveva andare a tutte le province per l'approvazione la mattina seguente.
Le asserzioni di Peckford, a loro volta, sono state contestate da Howard Leeson, che era allora il Vice Ministro per gli Affari intergovernativi del Saskatchewan ed era presente quella notte durante tutti i negoziati. Egli sostenne che, sebbene i funzionari abbiano effettivamente lavorato sulla bozza di Terranova, fu solo perché questa era in gran parte simile all'Accodo della cucina, che era già stato sviluppato e accettato dai governi dell'Ontario e del Saskatchewan ed era noto al governo federale. Inoltre, Peckford quella sera svolse solo un ruolo minore, entrando più tardi, mentre la maggioranza dei negoziati erano fatti da Blakeney e Davis. Leeson concluse che Davis e Lougheed furono gli attori più importanti nella conclusione dell'accordo. A suo avviso, la presenza dell'Accordo della cucina nell'Archivio nazionale del Canada non lascia dubbi sulla sua esistenza ed esso fu uno dei vari passaggi cruciali nei negoziati sul rimpatrio della Costituzione.

## Perfezionamento giuridico
Con l'accordo della maggioranza dei governi provinciali, la Legge sul Canada del 1982 e la Legge costituzionale del 1982 furono formalmente approvati, rispettivamente, dai governi del Regno Unito e del Canada. Con una risoluzione congiunta della Camera dei comuni e del Senato, il Parlamento canadese richiese alla Regina di far introdurre nel Parlamento britannico la legislazione necessaria per rimpatriare la Costituzione. La risoluzione conteneva il testo di quelle che sarebbero divenute la Legge sul Canada del 1982 e la Legge costituzionale del 1982. Il Parlamento britannico approvò poi la Legge sul Canada del 1982, e la regina Elisabetta II, in qualità di regina del Regno Unito, le concesse la regia sanzione il 29 marzo 1982, 115 anni dopo il giorno in cui la regina Vittoria aveva dato la sanzione alla Legge sul Nord America Britannico del 1867. La Legge sul Canada del 1982 conteneva la Legge costituzionale del 1982, che includeva a sua volta una formula emendativa che coinvolgeva solo i governi e le assemblee legislative canadesi. L'articolo 2 della Legge sul Canada afferma infatti che nessuna legge britannica successiva "si estende al Canada come parte della sua legislazione", mentre il punto 17 del suo allegato emenda anche lo Statuto di Westminster eliminando la previsione della "richiesta e consenso". Infine, Elisabetta II, in qualità stavolta di regina del Canada, proclamò la Costituzione rimpatriata ad Ottawa, il 17 aprile 1982.
Il Canada aveva così compiuto il passo finale verso la completa sovranità come paese indipendente, con il ruolo della Regina come monarca del Canada separato dal suo ruolo come monarca britannico o di qualsiasi altro reame del Commonwealth.
Paul Martin, Sr., che nel 1981 fu inviato, insieme a John Roberts e Mark MacGuigan, nel Regno Unito per discutere il progetto di rimpatrio, notò che, durante quel periodo, la Regina aveva acquisito grande interesse per il dibattito costituzionale e i tre trovarono la monarca "meglio informata sia sulla sostanza che sugli aspetti politici del caso costituzionale canadese di chiunque dei politici o burocrati britannici". Trudeau commentò nelle sue memorie: "Ho sempre detto che è stato grazie a tre donne che alla fine siamo stati capaci di riformare la nostra Costituzione[, inclusa] la Regina, che era favorevole... Sono sempre stato impressionato non solo dalla grazia che esibiva in pubblico in tutte le occasioni, ma dalla saggezza che mostrava nella conversazione privata."
Essendo consapevole che questa era la prima volta nella storia canadese che un importante cambiamento costituzionale era stato fatto senza l'accordo del governo del Québec e che l'esclusione di questa provincia dall'accordo sul rimpatrio aveva causato un contrasto, la Regina espresse privatamente ai giornalisti il suo rammarico che la provincia non fosse parte dell'accomodamento. I sovranisti del Québec, dal 1982, insistono nel chiedere che la Regina o un altro membro della Famiglia reale canadese si scusino per la promulgazione della Legge costituzionale del 1982, definendo l'evento parte di un "genocidio culturale dei francofoni in Nord America lungo gli ultimi 400 anni". Nel 2002, il primo ministro del Québec Bernard Landry ordinò al consiglio esecutivo e al luogotenente governatore di non riconoscere il Giubileo d'oro di Elisabetta II in segno di protesta per il fatto che la Regina avesse firmato la Legge costituzionale del 1982.

## Questioni giuridiche
Come ha notato il costituzionalista Robin White, alcuni potrebbero pensare che, poiché la Legge sul Canada del 1982 è una legge tanto britannica quanto canadese, il Regno Unito potrebbe teoricamente abrogarla e dichiarare le sue leggi vincolanti in Canada. Peter Hogg, tuttavia, mette in discussione questa visione, notando che poiché il Canada è ora sovrano, la Corte suprema del Canada dichiarerebbe una legge britannica che pretendesse di essere vincolante in Canada invalida esattamente "quanto una legge promulgata per il Canada dal Portogallo". Paul Romney sostenne nel 1999 che, indipendentemente da ciò facessero le autorità britanniche, il principio costituzionale del governo responsabile in Canada negherebbe loro il diritto di legiferare ancora per il Canada; egli affermò: "[L]a convenzione costituzionale nota come governo responsabile comportava la sovranità tanto legale quanto politica. Governo responsabile significava che la Regina del Canada poteva agire costituzionalmente per il Canada solo su consiglio dei suoi ministri canadesi. Se il Parlamento britannico dovesse legiferare per il Canada tranne che su richiesta delle competenti autorità canadesi, e la Regina sanzionasse quella legislazione su consiglio dei suoi ministri britannici, i tribunali canadesi rifiuterebbero di applicare quella legislazione."

### Annotazioni
1. ↑  La conferenza si tenne fra il 27 e il 30 novembre 1967 al 54º piano della Toronto-Dominion Bank Tower appena ultimata. Il vertice fu convocato dal premier dell'Ontario John Robarts e vi parteciparono tutti gli altri premier provinciali, tranne W. A. C. Bennett.[12][13][14]
2. ↑  La formula della Carta di Victoria fu scelta dato che era unanimemente accettata in quella conferenza del 1972, che alla fine fallì per altri motivi; un emendamento avrebbe richiesto l'approvazione dell'Ontario, del Québec, di due province occidentali e di due province atlantiche e del governo federale. Si dovrebbe anche notare che la seconda proposta che richiedeva province che rappresentassero l'80% della popolazione avrebbe comportato, necessariamente, l'approvazione dell'Ontario e del Québec.
3. ↑  Trudeau, nel suo saggio sul referendum del Québec, riguardo all'uso curioso e sgradevole di questa descrizione, osservò: "La 'Notte' in questione è naturalmente quella dei cosiddetti 'Lunghi coltelli', un'etichetta presa spudoratamente in prestito dalla storia nazista da parte dei separatisti che soffrivano di paranoia acuta."[46]
4. ↑  Sulla pergamena della proclamazione reale vi erano gli spazi per le firme della Regina, di Trudeau e dell'Addetto generale al Registro del Canada; alla cerimonia della firma, tuttavia, Trudeau offrì a Chrétien l'opportunità di apporre anche il suo nome sul documento. Il pennino della penna, a quel punto, si era rotto, al che Chrétien esclamò sottovoce: "Merde!", che la Regina per caso sentì, ridendo di gusto.[53] La penna rotta causò una sbavatura alla fine della firma di Chrétien.
La scrivania sulla quale fu firmata la proclamazione (nota come il Tavolo della Costituzione) si trova nell'ufficio del Presidente del Senato del Canada.[54]
5. ↑  La Regina in seguito espresse pubblicamente il 22 e il 23 ottobre 1987 il suo personale sostegno all'Accordo del lago Meech, che tentava di ottenere l'appoggio governativo del Québec alla Costituzione rimpatriata introducendo ulteriori emendamenti, e ricevette critiche dagli oppositori dell'accordo, che non riuscì ad attirare il sostegno unanime di tutti i legislatori federali e provinciali richiesto per poter essere approvato.[57]

### Fonti
1. ↑   Proclamation of the Constitution Act, 1982, su Canada.ca, Government of Canada, 5 maggio 2014. URL consultato il 10 febbraio 2017.
2. ↑   A statute worth 75 cheers, in Globe and Mail, Toronto, 17 marzo 2009. URL consultato il 10 febbraio 2017.
3. ↑   Christa Couture, Canada is celebrating 150 years of… what, exactly?, su CBC, CBC, 1º gennaio 2017. URL consultato il 10 febbraio 2017.
«... La stessa Legge costituzionale mise ordine in un po' di questioni rimaste in sospeso dallo Statuto di Westminster del 1931, nel quale la Gran Bretagna concedeva a ciascuno dei Domini completa autonomia giuridica se sceglievano di accettarla. Tutti i Domini tranne uno — che saremmo noi, il Canada — scelsero di accettare ogni risoluzione. I nostri capi non riuscivamo a decidere come emendare la Costituzione, così che il potere restò alla Gran Bretagna fino al 1982.»
4. ↑   E. Lauterpacht, International Law Reports, Cambridge University Press, 1988,  p. 457, ISBN 0-521-46423-4. URL consultato il ottobre 2010.
5. 1 2   Peter Trepanier, Some Visual Aspects of the Monarchical Tradition (PDF), su Canadian Parliamentary Review, Canadian Parliamentary Review, 2004. URL consultato il 10 febbraio 2017.
6. ↑   James Bickerton e Alain Gagnon (a cura di), Canadian Politics, 4ª ed., Broadview Press, 2004,  pp. 250–254, 344–347, ISBN 978-1-55111-595-5.
7. ↑   Hugo Cyr, Canadian Federalism and Treaty Powers: Organic Constitutionalism at Work, Bruxelles; New York, P.I.E. Peter Lang, 2009, ISBN 978-90-5201-453-1. URL consultato il 18 ottobre 2010.
8. ↑   Patrice Dutil, The Imperative of a Referendum (PDF), su fraserinstitute.org, Fraser Institute, 13 febbraio 2017.
«[Nel] 1980, il governo appena eletto (eletto con il 44% dei voti) guidato da Pierre Elliott Trudeau lanciò una campagna per rimpatriare la Costituzione canadese.»
9. ↑   Peter W. Hogg, Constitutional Law of Canada. 2003 Student Ed., Scarborough, Ontario, Thomson Canada Limited, 2003,  p. 55.
10. ↑  House of Commons Debates (Hansard), 373/2 (28 gennaio 1966). Documentato come il primo uso conosciuto nell'Oxford English Dictionary, voce patriate.
11. ↑   Privy Council Office, Intergovernmental Affairs > History > Why, in 1931, Canada Chose Not to Exercise its Full Autonomy as Provided for Under the Statute of Westminster, su pco-bcp.gc.ca, Queen's Printer for Canada. URL consultato il 21 giugno 2013 (archiviato dall'url originale il 5 agosto 2014).
12. ↑   Confederation of Toronto Conference, in Montreal Gazette, 1º dicembre 1967. URL consultato il 30 gennaio 2016.
13. ↑   Lessons from Canada's Centennial and Other Celebrations for Planning for Toronto's Participation in Canada 150! A Toronto Strategy for Canada's 150th in 2017 (PDF), Toronto, City of Toronto, agosto 2014,  p. 14. URL consultato il 30 gennaio 2015.
14. ↑   P. E. Bryden, A Justifiable Obsession': Conservative Ontario's Relations with Ottawa, 1943-1985, Toronto, University of Toronto Press, 2013,  pp. 152-178, ISBN 978-1-4426-4586-8. URL consultato il 30 gennaio 2016.
15. ↑   John Whyte, Rejection of Charlottetown accord ended era of constitutional reform, in Toronto Star, 26 ottobre 2012. URL consultato il 26 ottobre 2012.
16. ↑   Graham Fraser, PQ: René Lévesque and the Parti Québécois in Power, Toronto, MacMillan, 1984,  p. 173, ISBN 0-7715-9793-2.
17. ↑  Fraser 1984, p. 174.
18. ↑  Fraser 1984, p. 179.
19. ↑   Mark MacGuigan, An Inside Look at External Affairs During the Trudeau Years: The Memoirs of Mark MacGuigan, Calgary, University of Calgary Press, 30 settembre 2002,  p. 90, ISBN 978-1-55238-076-5.
20. ↑   Pierre Elliot Trudeau, Memoirs, Toronto, McClelland & Stewart, 1993,  p. 306, ISBN 0-7710-8588-5.
21. ↑   Pierre Elliot Trudeau, Memoirs Pierre Elliot Trudeau, Toronto, McClelland & Stewart, 9 novembre 1993,  p. 309, ISBN 0-7710-8588-5.
22. ↑   John English, Just Watch Me: The Life of Pierre Elliott Trudeau: 1968-2000, Knopf Canada, 2009,  p. 478.
23. ↑   Pierre Elliot Trudeau, Memoirs Pierre Elliot Trudeau, Toronto, McClelland & Stewart, 9 novembre 1993,  p. 309, ISBN 0-7710-8588-5.
24. ↑  Trudeau 1993, p. 309.
25. 1 2  Trudeau 1993, p. 310.
26. ↑   Anne F. Bayefsky, Canada’s Constitution Act 1982 and Amendments: A Documentary History, II, Toronto, McGraw-Hill Ryerson Ltd, 1989,  pp. 804, 808.
27. 1 2   Paul Romney, Getting it wrong: how Canadians forgot their past and imperilled Confederation, Toronto, University of Toronto Press, 1999,  pp. 273-274, ISBN 978-0-8020-8105-6.
28. 1 2 3  Romney 1999, p. 275.
29. ↑   Andrew Heard, Canadian Independence, Vancouver, Simon Fraser University, 1990. URL consultato il 25 agosto 2010.
30. ↑   Peter H. Russell, The Courts and the Constitution, Kingston, Institute of Intergovernmental Relations, dicembre 1982, ISBN 978-0-88911-035-9.
31. ↑   Eugene Forsey, The Courts and the Conventions of the Constitution, in University of New Brunswick Law Journal, n. 33, Fredericton, University of New Brunswick Press, 1984,  p. 11.
32. ↑   Frédéric Bastien, The Battle of London: Trudeau, Thatcher, and the Fight for Canada's Constitution, Toronto, Dundurn, 2013,  pp. 286-8, ISBN 978-1-4597-2329-0.
33. ↑  Bastien 2013, pp. 283-6.
34. 1 2  Bastien 2013, p. 290.
35. 1 2  Bastien 2013, p. 291.
36. 1 2  Fraser 1984, p. 294.
37. 1 2 3  Bastien 2013, p. 292.
38. 1 2 3  Fraser 1984, p. 295.
39. 1 2 3  Fraser 1984, p. 296.
40. 1 2 3  Bastien 2013, p. 294.
41. 1 2 3  Bastien 2013, p. 295.
42. ↑  Bastien 2013, p. 296.
43. 1 2   Howard Leeson, The Patriation Minutes, Edmonton, Centre For Constitutional Studies, 2011,  p. 112, ISBN 978-0-9869365-0-0.
44. 1 2  Leeson 2011, pp. 59-60.
45. ↑   Peter H. Russell, The Patriation and Quebec Veto References: The Supreme Court Wrestles with the Political Part of the Constitution, in Supreme Court Law Review, Ottawa, LexisNexis Canada Inc., 2011,  pp. 75-76, ISSN 0228-0108 (WC · ACNP). URL consultato il 5 marzo 2012.
46. ↑   Montreal Gazette, 3 febbraio 1996.
47. 1 2   Brian Peckford, A fresh stab at ‘the night of the long knives’, in The Globe and Mail, 11 novembre 2011. URL consultato il 5 marzo 2012.
48. ↑  Leeson 2011, pp. 85-99.
49. ↑  Leeson 2011, p. 96.
50. ↑  Text of the Resolution respecting the Constitution of Canada adopted by the House of Commons on December 2, 1981.
51. ↑   William Lederman, The Supreme Court of Canada and Basic Constitutional Amendment, in Keith G. Banting e Richard Simeon (a cura di), And no one cheered: federalism, democracy, and the Constitution Act, Toronto, Taylor & Francis, 1983,  p. 177, ISBN 978-0-458-95950-1. URL consultato il 12 giugno 2010.
52. ↑   Canada Act 1982 Full text, in UK National Archives. URL consultato il 6 gennaio 2012.
53. ↑   Susan Delacourt, When the Queen is your boss, in Toronto Star, 25 maggio 2012. URL consultato il 27 maggio 2012.
54. ↑   Noël Kinsella, Speaking Notes of the Honourable Noël A. Kinsella, Speaker of the Senate, on the Occasion of the Unveiling of the Portrait of the Right Honourable Jean Chrétien (PDF), su sen.parl.gc.ca, Queen's Printer for Canada, 25 maggio 2010. URL consultato il 23 febbraio 2012 (archiviato dall'url originale il 12 giugno 2013).
55. ↑   Proclamation of the Constitution Act, 1982, su Library and Archives, Government of Canada, Government of Canada, 2015. URL consultato il 13 febbraio 2017.
«La firma della proclamazione il 17 aprile 1982 ... una formula emendativa che non avrebbe più richiesto un appello al Parlamento britannico.»
56. 1 2   Geoff Heinricks, Trudeau and the Monarchy, in Canadian Monarchist News, inverno/primavera 2000–2001, Toronto, Monarchist League of Canada, luglio 2001. URL consultato il 10 febbraio 2009 (archiviato dall'url originale il 22 giugno 2008).
57. ↑   John Geddes, The day she descended into the fray, in Maclean's, Special Commemorative Edition: The Diamond Jubilee: Celebrating 60 Remarkable years, Rogers Communications, 2012,  p. 72.
58. ↑  The Canadian Royal Heritage Trust: Elizabeth II, Queen of Canada Archiviato il 3 febbraio 2007 in Internet Archive.
59. ↑   Charles must apologize: Quebec sovereigntists, CBC, 30 ottobre 2009. URL consultato il 7 marzo 2011.
60. ↑   Stephen Phillips, Republicanism in Canada in the reign of Elizabeth II: the dog that didn't bark (PDF), in Canadian Monarchist News, estate 2004, n. 22, Toronto, Monarchist League of Canada,  pp. 19-20. URL consultato il 10 febbraio 2009 (archiviato dall'url originale l'8 luglio 2009).
61. ↑  Hogg 2003, p. 58.
62. ↑  Romney 1999, p. 272.